# Rosebleu
 Rosebleu（ロゼブル）は、株式会社シャルトリューの美少女ゲームブランドである。

## 概要
Navelに所属していた青猫、あごバリアらが退社後、2008年に設立したブランドである。
ブランド名は英語のblue（青）ではなく、フランス語のbleu（青）である。
第1作『Stellar☆Theater』は、人気原画家の鈴平ひろがキャラクターデザイン・原画を担当して話題となった。
ちなみに、2015年7月現在、下記及びページ右端のテンプレートに記載されている公式ホームページへは、何故か回線が繋がりにくくなっている。
※2017年12月23日現在、ドメインが売り出しになっており、公式ホームページに繋がらない模様。

## 作品一覧
- 2009年6月26日 - Stellar☆Theater
- 2010年6月25日 - Tiny Dungeon 〜BLACK and WHITE〜
- 2010年12月24日 - Tiny Dungeon 〜BLESS of DRAGON〜
- 2011年6月24日 - Stellar☆Theater encore
- 2011年7月29日 - Tiny Dungeon 〜BIRTH for YOURS〜
- 2012年4月27日 - 氷華の舞う空に
- 2012年7月27日 - Tiny Dungeon 〜BRAVE or SLAVE〜
- 2013年2月28日 - いんぴゅり〜ヒトとアナタとアヤカシと〜
- 2013年9月27日 - 1番じゃなきゃダメですかっ?
- 2014年3月28日 - Endless Dungeon
- 2014年9月26日 - 世界を救うだけの簡単なお仕事
- 2015年3月27日 - 戦乙女らんなばうとっ!
- 2015年6月26日 - Tiny Dungeon Collection BOX

## スタッフ
- 青猫：代表、プログラマー。元Navel。
- おやかた：グラフィック。元Navel。
- きゃしゃりん：広報。

### 元スタッフ
- あごバリア：企画、シナリオ。元BasiL、ういんどみる、Navel。2016年3月22日に死去。
- 守屋天：ディレクター、シナリオ。元Purple software。
  - 『氷華の舞う空に』の企画・シナリオ担当だったが、発売予定3週間前にスタッフから名前が消えた[1]。スタッフコメントでは、秋乃流から「守屋さん、もしこれを見たら連絡下さい。みなさんも心配しています」と語られている[2]。